# Rusakowicze (rejon puchowicki)
Rusakowicze (biał. Русаковічы; ros. Русаковичи; hist. Russakowicze) – wieś na Białorusi, w rejonie puchowickim obwodu mińskiego, około 9 km na południe od Rudzieńska, nad rzeką Ptyczą.
Wieś szlachecka położona była w końcu XVIII wieku w powiecie mińskim województwa mińskiego.

## Historia
Pierwsze wzmianki o Russakowiczach pochodzą z 1584 roku, gdy Jarosz Bartłomiejowicz Możejko sprzedał te dobra Andrzejowi Mikołajewiczowi Stankiewiczowi, podkomorzemu mińskiemu. Ten z kolei sprzedał je w 1608 roku Szczęsnemu Jarosławowiczowi Hołowczyńskiemu, kasztelanowi mińskiemu. W XVII i XVIII wieku majątek ten należał kolejno do rodzin Podbereskich, Szweykowskich i Janiszewskich. Już w 1784 roku właścicielem wsi był Wincenty Jaxa-Bykowski. Jego wnuczka, Józefa, wychodząc w 1856 roku za Władysława Weyssenhoffa wniosła wieś i kilka sąsiednich majątków w wianie do rodziny Weyssenhoffów. Ostatnim właścicielem Russakowicz był ich syn, Henryk Weyssenhoff (1859–1922), znany malarz i kolekcjoner.

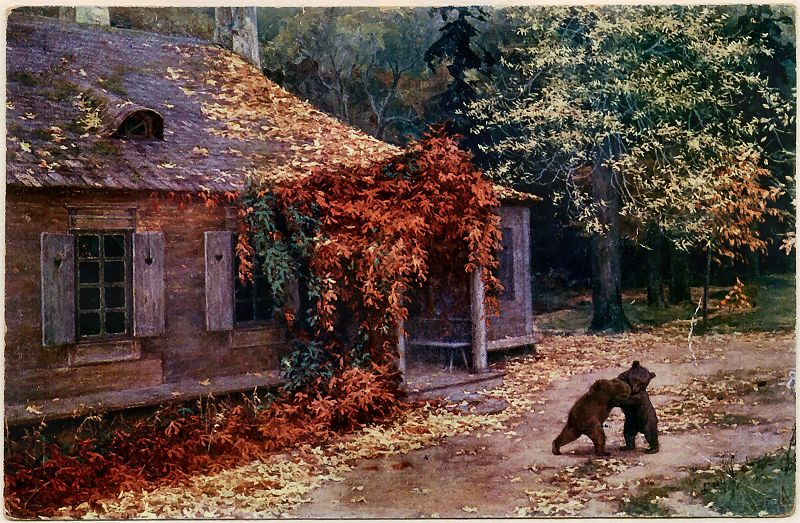
Obraz Litewskie zacisze Henryka Weyssenhoffa z około 1908 roku (zaginiony), przedstawiający fragment dworu w Russakowiczach

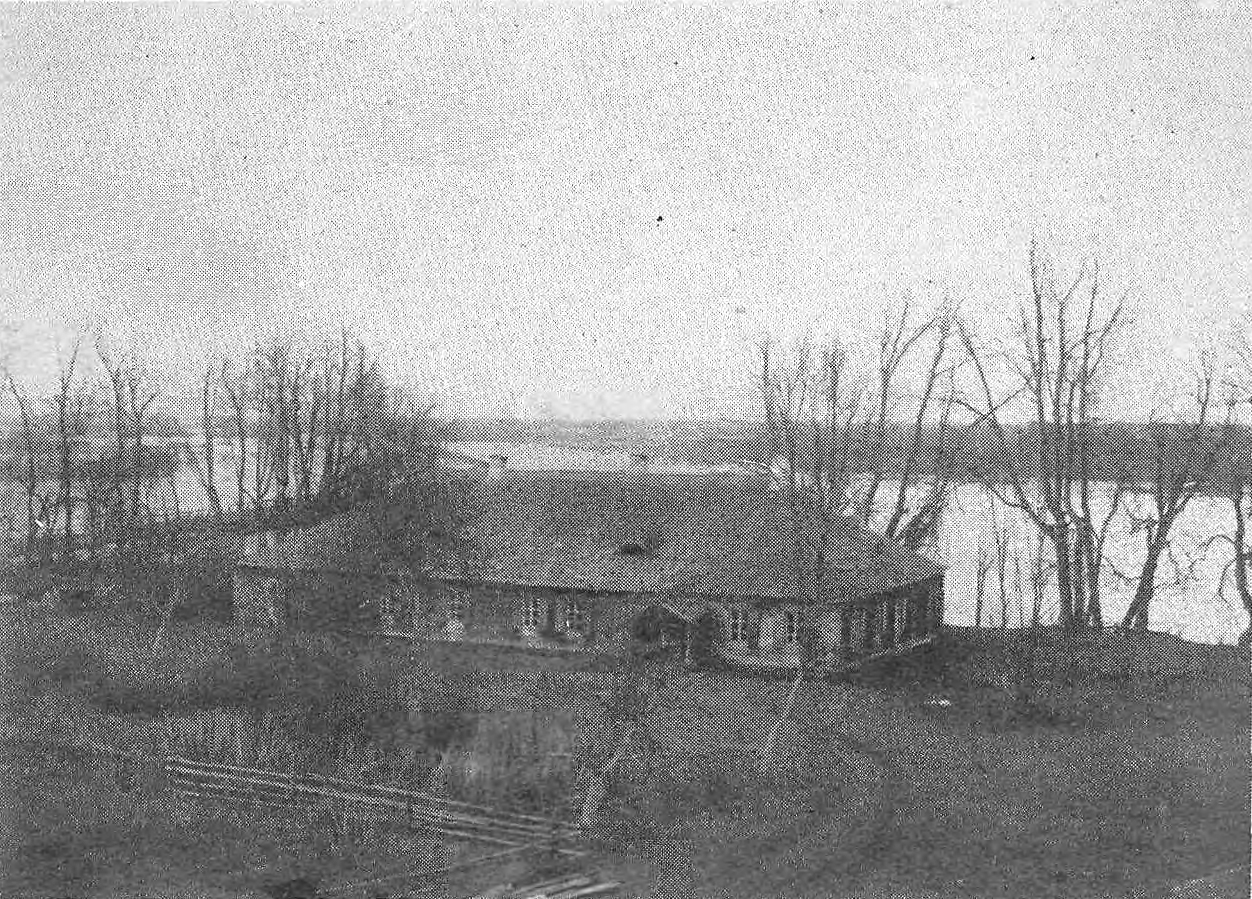
Zdjęcie lotnicze dworu przed 1917 rokiem

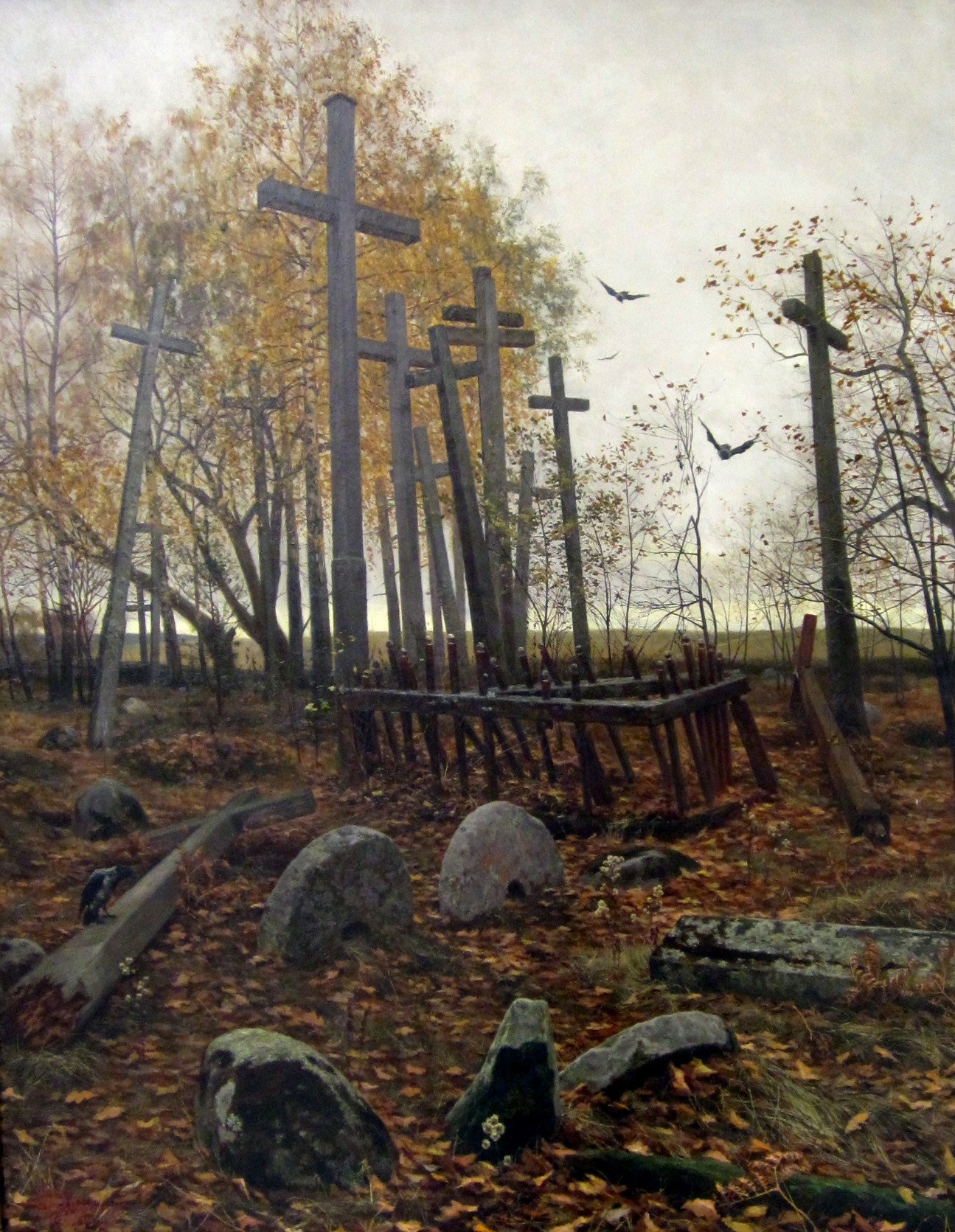
Cmentarz białoruski w Russakowiczach Henryka Weyssenhoffa, 1889 rok

Między Rusakowiczami a sąsiednim folwarkiem Krystynopol znajdowała się Żurowa Mogiła.

## Dwór
W drugiej połowie XVIII wieku prawdopodobnie Bykowscy pobudowali w Russakowiczach dwór i kaplicę z podziemiami, zapewne przeznaczonymi na groby rodzinne. Na wysokim brzegu Ptyczy, w pobliżu miejsca, w którym wpada do niej rzeka Nieświacz, wzniesiono centralny dwór. Był to parterowy drewniany budynek z dwoma identycznymi gankami, każdy z dwoma kolumnami. Od tyłu znajdował się taras z widokiem na Ptycz i łąki po drugiej stronie rzeki. Wnętrze miało układ dwutraktowy. W pokojach bawialnych, oprócz murowanych pieców, wnętrza ogrzewały również kominki.
Władysław Weyssenhoff za udział w powstaniu styczniowym został zesłany na Sybir, jednak majątek, jako wiano żony, nie został im skonfiskowany. W czasie długiej nieobecności Władysława majątek został zaniedbany i wiele stracił ze swojej świetności. Zaczął ją odzyskiwać dopiero w ciągu ostatnich paru dekad XIX wieku, kiedy Henryk Weyssenhoff przywiózł tam z Paryża wiele cennych dzieł sztuki. Dwór jednak zaczął powoli zapadać się w ziemię, co spowodowało, że w latach 90. XIX wieku mieszkańcy przenieśli się do lamusa stojącego po prawej stronie gazonu. Był to dwupiętrowy budynek otoczony podcieniami ze wszystkich stron. Był zwany „Skarbcem”. Został wyposażony mahoniowymi meblami przeważnie w stylu empire. Ściany zdobiły liczne, wartościowe obrazy. Władysław Weyssenhoff zgromadził tu także poważną kolekcję pamiątek po generale Janie Weyssenhoffie.
Dom i Skarbiec otaczał stary ogród.
Według Słownika geograficznego Królestwa Polskiego we wsi w latach 80. XIX wieku było 27 domów (osad pełnonadziałowych) i pounicka kaplica cmentarna.
Dziś po majątku nie ma śladu. W lesie stoi samotny pomnik nagrobny Edwarda Weyssenhoffa (1860–1886), brata Henryka. W XX wieku po drugiej stronie drogi P69 prowadzącej do Rudzieńska wyrosło znacznie większe niż Russakowicze osiedle robotnicze Praudzinski.
Majątek w Russakowiczach jest opisany w wydanej w 1929 roku książce Upamiętnienie Antoniego Urbańskiego (z przedmową Józefa Weyssenhoffa) oraz w 1. tomie Dziejów rezydencji na dawnych kresach Rzeczypospolitej Romana Aftanazego.